# Pareledone aurorae
Pareledone aurorae is een inktvissensoort uit de familie van de Megaleledonidae. De wetenschappelijke naam van de soort werd voor het eerst geldig gepubliceerd in 1917 door Berry als Moschites aurorae.